# Метсанука
Ме́тсанука (ест. Metsanuka küla) — село в Естонії, у волості Тарту повіту Тартумаа.

## Населення
Чисельність населення на 31 грудня 2011 року становила 38 осіб.